# Spark Plug
『Spark Plug』（スパーク・プラグ）は、クレイジーケンバンド15枚目のオリジナル・アルバム。2014年9月3日発売。DVD付初回限定盤と通常盤の2形態で発売。2015年1月1日に2枚組LPレコードで発売。

## 収録曲
作詞・作曲：横山剣（特記以外）
編曲：横山剣/小野瀬雅生（特記以外）
CD
1. ドライヴ!ドライヴ!ドライヴ!
テレビ東京系「ドラGO!」エンディング・テーマ
2. 血の色のスパイダー
3. ハートブレイクBBQ
4. 龍鳳閣
5. あせだく
6. モータータウン・スイート
作詞・作曲：横山剣/菅原愛子
7. というわけで
8. あ、すいません。
9. 2CV
10. ごめんね坊
作詞：水島哲
作曲：曽根幸明
11. リトラクタブル
12. サーフィン・ウィズ・チキンカリー
13. 続・あ、すいません。
14. もうねぇ
15. 本牧は午前零時
16. 踏切シャッフル
17. あ、すいません。＜LP version＞
18. 世界、西原商会の世界! -西原商会 社歌-
作詞：西原一将/横山剣
19. スパークだ!
NHKテレビ「みんなのうた」

DVD
1. OMAKE!!! DVD 海賊版!!! 箱根ヨコワケハンサムワールド・ダイジェスト